# Carl Bildt (1850–1931)
Carl Nils Daniel Bildt, född 15 mars 1850 i Stockholm, död 26 januari 1931, var en svensk friherre, diplomat, författare, kammarherre och ledamot av Svenska Akademien från 1901.

## Biografi
Carl Bildt var son till den svenske statsministern Gillis Bildt. Bildt var friherre och huvudman för ätten Bildt efter faderns död 1894, med ättenummer 404 i Riddarhuset. Bildt studerade i Uppsala från 1866 och blev juris utriusque kandidat 1870. Han var notarie vid Svea hovrätt 1870 och attaché i Paris och London 1870–1871 och i Washington 1875. Han utsågs 1877 till tillförordnad legationssekreterare i Berlin, och senare samma år till legationssekreterare i Washington, där han 1879 utsågs till chargé d'affaires i Washington. Han utsågs 1884 till legationssekreterare i Wien och tjänstgjorde från samma år i Utrikesdepartementet från 1886 som  kabinettssekreterare.
Bildt utsågs 1889 till envoyé extraordinarie och ministre plènipotentiaire i Rom och som kännare av denna stad, har fått en gata uppkallad efter sig – Via Carlo de Bildt. Han var historiskt intresserad, bedrev omfattande forskningar i italienska arkiv och utgav ett flertal skrifter – främst om drottning Kristinas vistelse i Italien. Bland dessa märks Christine de Suède et le cardinal Azzolino (1899), Svenska minnen och märken i Rom (1900) och Christine de Suède et le conclave de Clément X (1906).
1889 utsågs Bildt till svensk-norskt sändebud i Rom. Hösten 1902 utsågs Bildt till svenskt-norskt sändebud i London. Han vantrivdes dock i London och hösten 1905 blev han åter svensk minister i Rom och fanns kvar på den posten till 1920. Han var 1898 och 1899 ledamot av antianarkistkonferensen i Rom samt fredskonferensen i Haag.
Han blev 1872 utsedd till kammarherre vid svenska hovet, blev 1900 filosofie hedersdoktor, 1901 ledamot av Svenska akademien, 1902 ledamot av Unionella kommittén, 1903 hedersledamot av kejserliga tyska arkeologiska institutet och medlem av den permanenta skiljedomstolen i Haag.
Bildt var gift (1 oktober 1874–15 november 1887) med Lillian Augusta Stuart Moore och (från och med 15 september 1890) med Hedvig Alexandra Keiller.

## Utmärkelser

### Svenska utmärkelser
- Kommendör med stora korset av Nordstjärneorden, 18 september 1897.[12]
- Ledamot av Svenska Akademien (Stol nr 1), 1901.[13]
- Hedersledamot av Kungliga Vitterhets Historie och Antikvitets Akademien, 1900.[14]
- Ledamot av Kungliga Samfundet för utgivande av handskrifter rörande Skandinaviens historia, 1898.[15]

### Utländska utmärkelser
- Riddare av storkorset av Italienska Sankt Mauritius- och Lazarusorden, senast 1910.[16]
- Storkorset av Portugisiska Kristusorden, senast 1910.[16]
- Riddare av första klassen av Ryska Sankt Annas orden, senast 1910.[16]
- Storkorset av Spanska Karl III:s orden, senast 1910.[16]
- Storkorset av Brittiska Victoriaorden, senast 1910.[16]
- Riddare av andra klassen med kraschan av Preussiska Röda örns orden, senast 1910.[16]
- Andra klassen Osmanska rikets Meschidie-orden, senast 1910.[16]
- Kommendör av Franska Hederslegionen, senast 1910.[16]
- Kommendör av Portugisiska orden da Conceiçao, senast 1910.[16]
- Kommendör av andra klassen av Sachsiska Albrektsorden, senast 1910.[16]
- Riddare av första klassen av Norska Sankt Olavs orden, senast 1910.[16]

### Övriga källor
- Kungl. Hovstaterna. i Sveriges statskalender 1925
- Karl Karlsson Leijonhufvud, Svensk Adelskalender – 1900,  Norstedts Förlag (år 1900)
- Gustaf Elgenstierna, Svenska adelns ättartavlor (1925)
- Nationalencyklopedin
- Sveriges ridderskap och adel
- Carl Bildt (1850–1931) i ledamotsregistret hos Svenska Akademien